# Ford CD3
Платформа Ford CD3 (для «C/D-класу») — це автомобільна платформа Ford середнього розміру. Вона була розроблена Mazda. Платформа розроблена для переднього, повного приводу або гібридної трансмісії Ford. 
Платформа базується на уніфікованому зварному сталевому кузові (монокок) з незалежною передньою підвіскою на подвійних важелях на коротких довгих важелях (SLA) зі стабілізатором поперечної стійкості та незалежною багатоважільною задньою підвіскою зі стабілізатором поперечної стійкості. 
Ford Motor Company використовує дизайн платформи CD3 від партнерства Mazda як свій перший повністю «цифровий» автомобіль, що дозволяє компанії скоротити місяці розробки, заощаджуючи гроші та швидше виводячи автомобілі на ринок.  Інженери змогли фактично побудувати цілий автомобіль до початку будівництва,  таким чином покращивши посадку та обробку автомобіля, зазори для інструментів та ергономіку виробничої лінії. 
Транспортні засоби, які використовують цю платформу, включають:
- 2002–2008 Mazda6 (GG)
- 2006–2019 Besturn B70
- 2006–2012 Ford Fusion (CD338)
- 2006–2012 Lincoln Zephyr/MKZ (CD378)
- 2006–2011 Mercury Milan (CD338)
- 2007–2015 Mazda CX-9
- 2007–2014 Ford Edge (U387)
- 2007–2015 Lincoln MKX (U388)
- 2008–2012 Mazda 6 (GH) (модифікована платформа)
- 2009–2019 Besturn B50

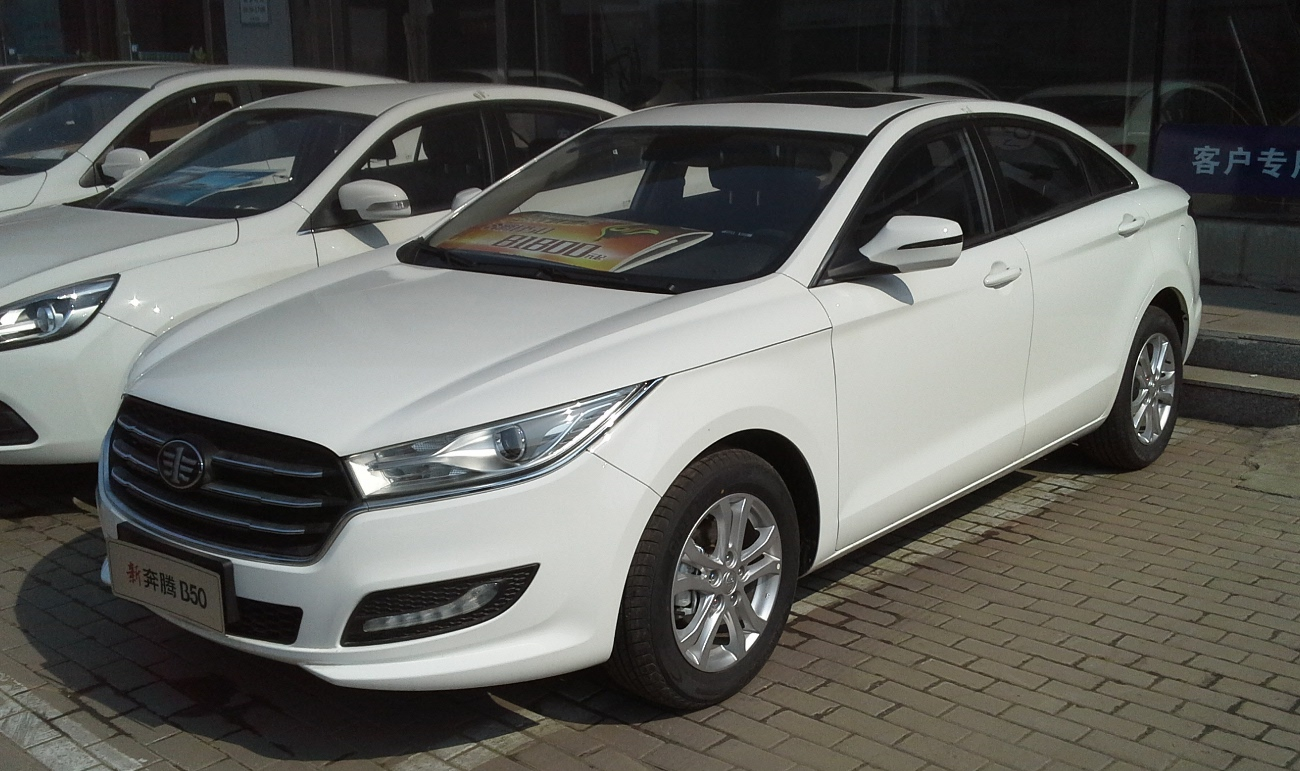
Besturn B50
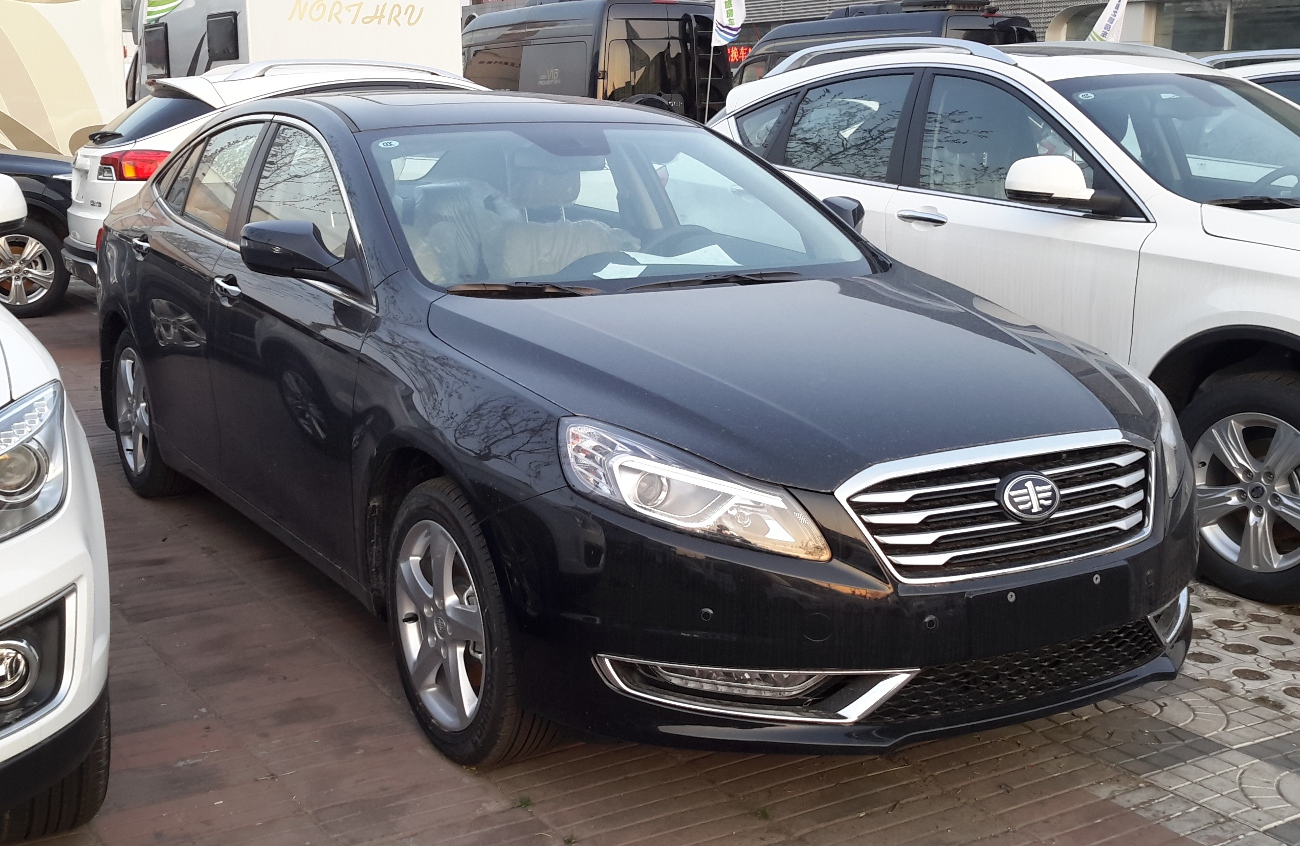
Besturn B70
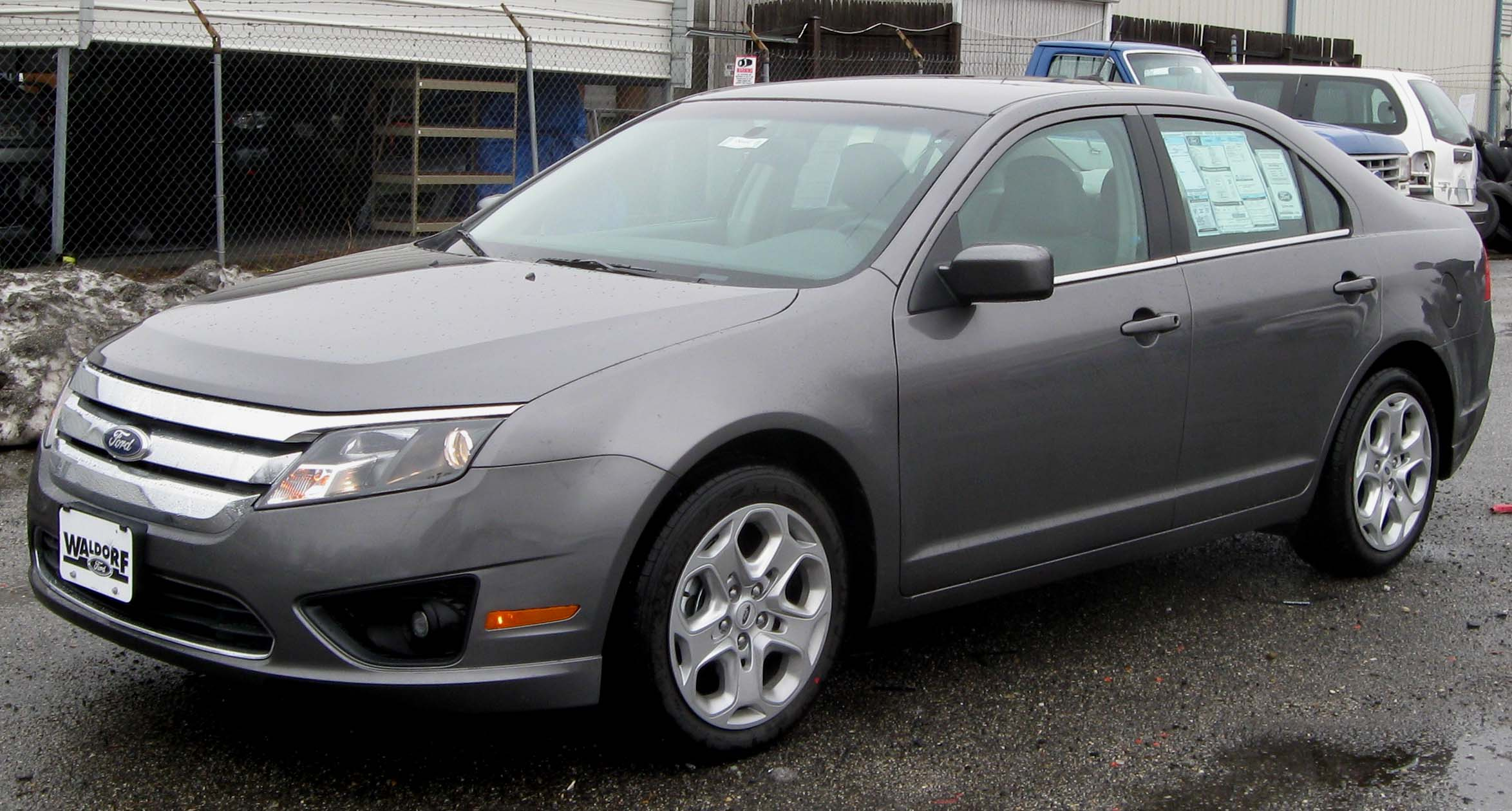
Ford Fusion
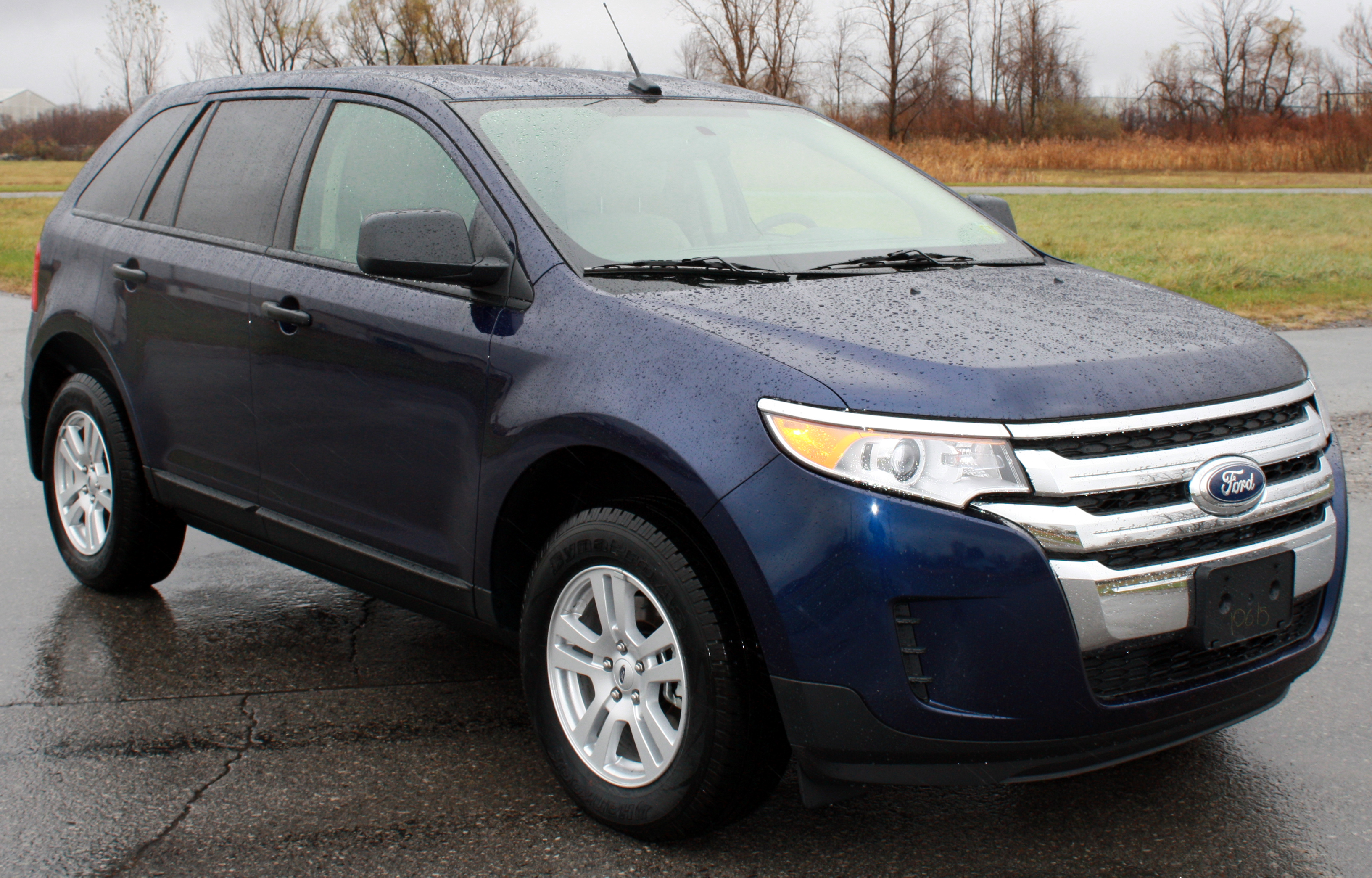
Ford Edge
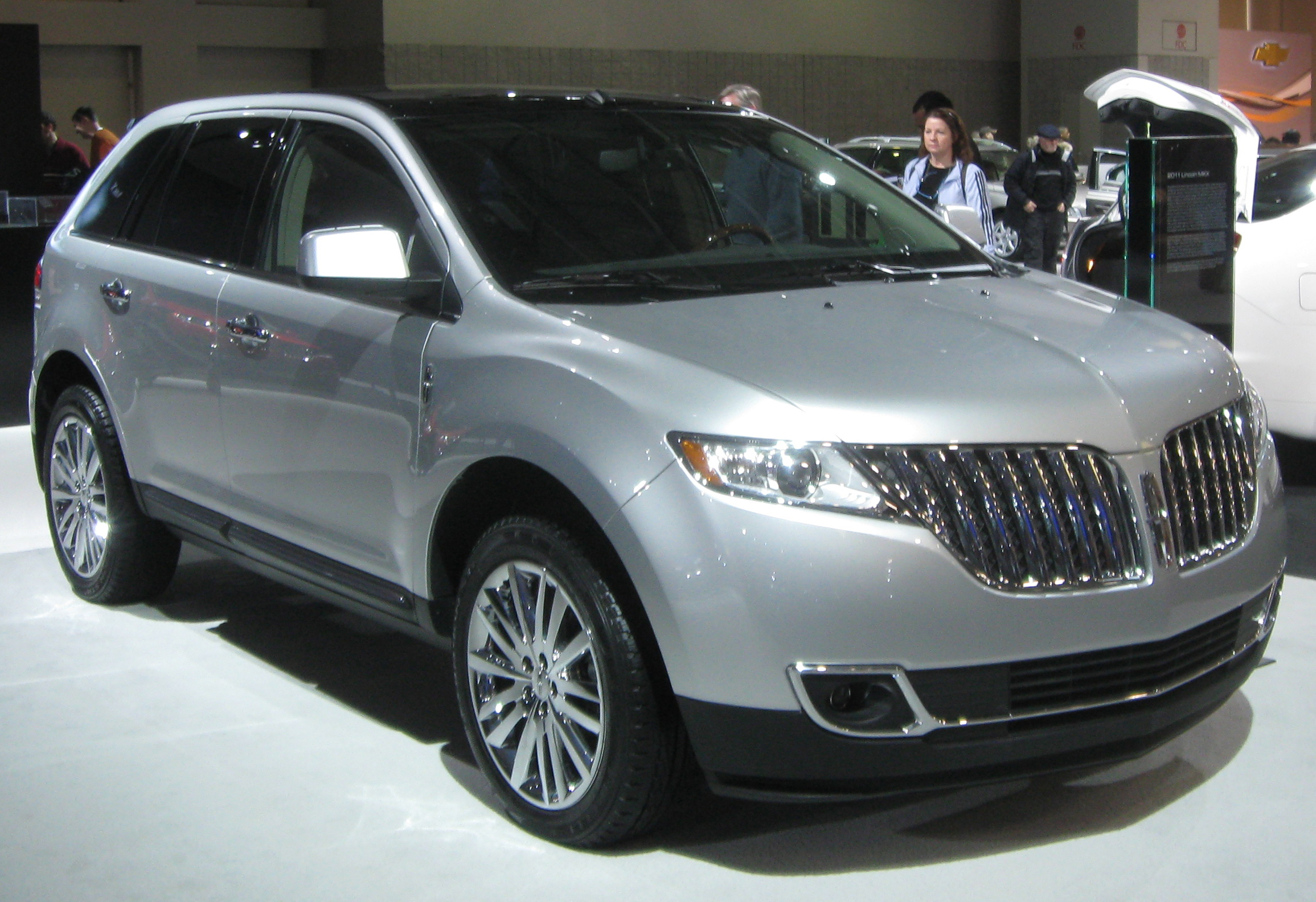
Lincoln MKX
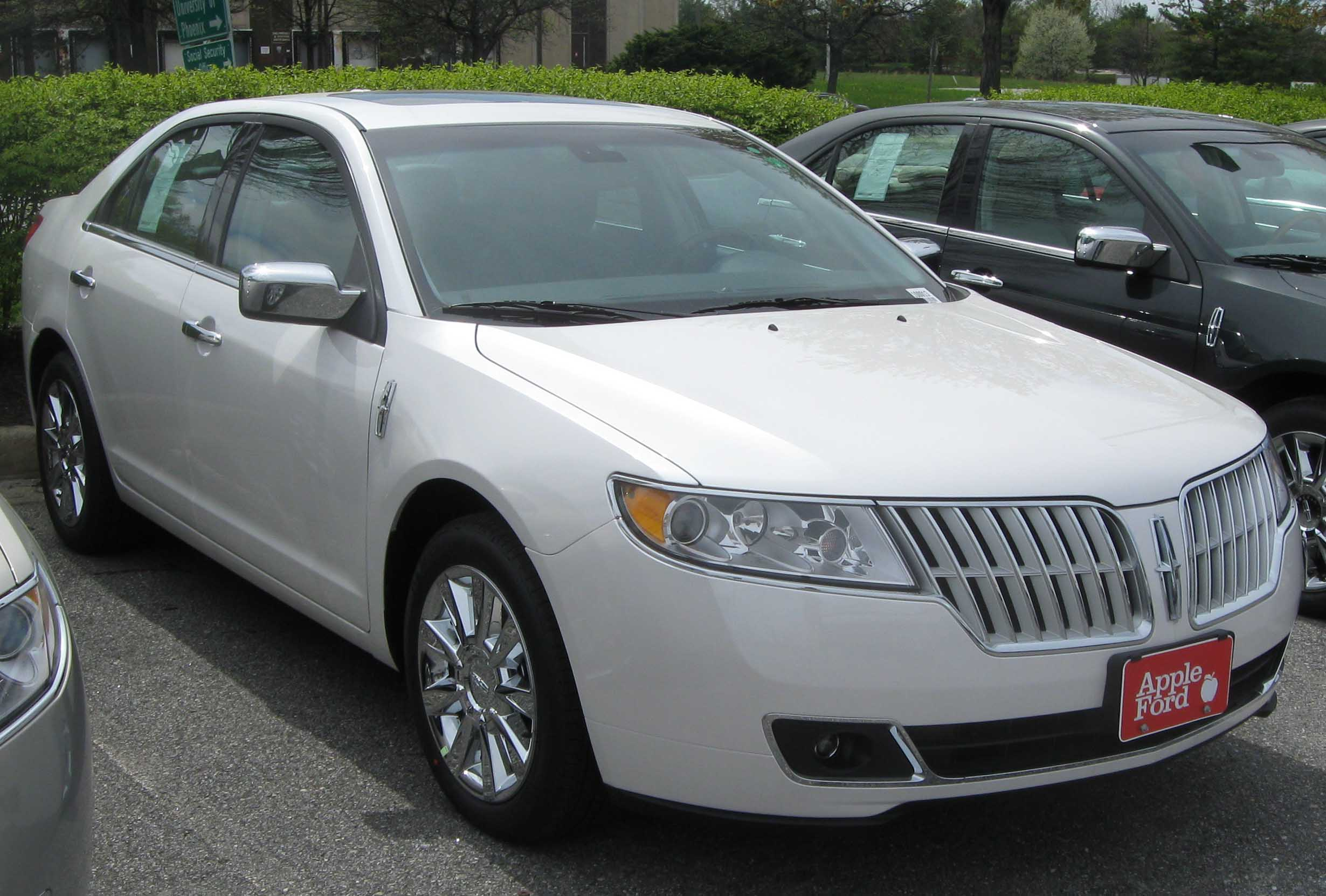
Lincoln Zephyr/MKZ
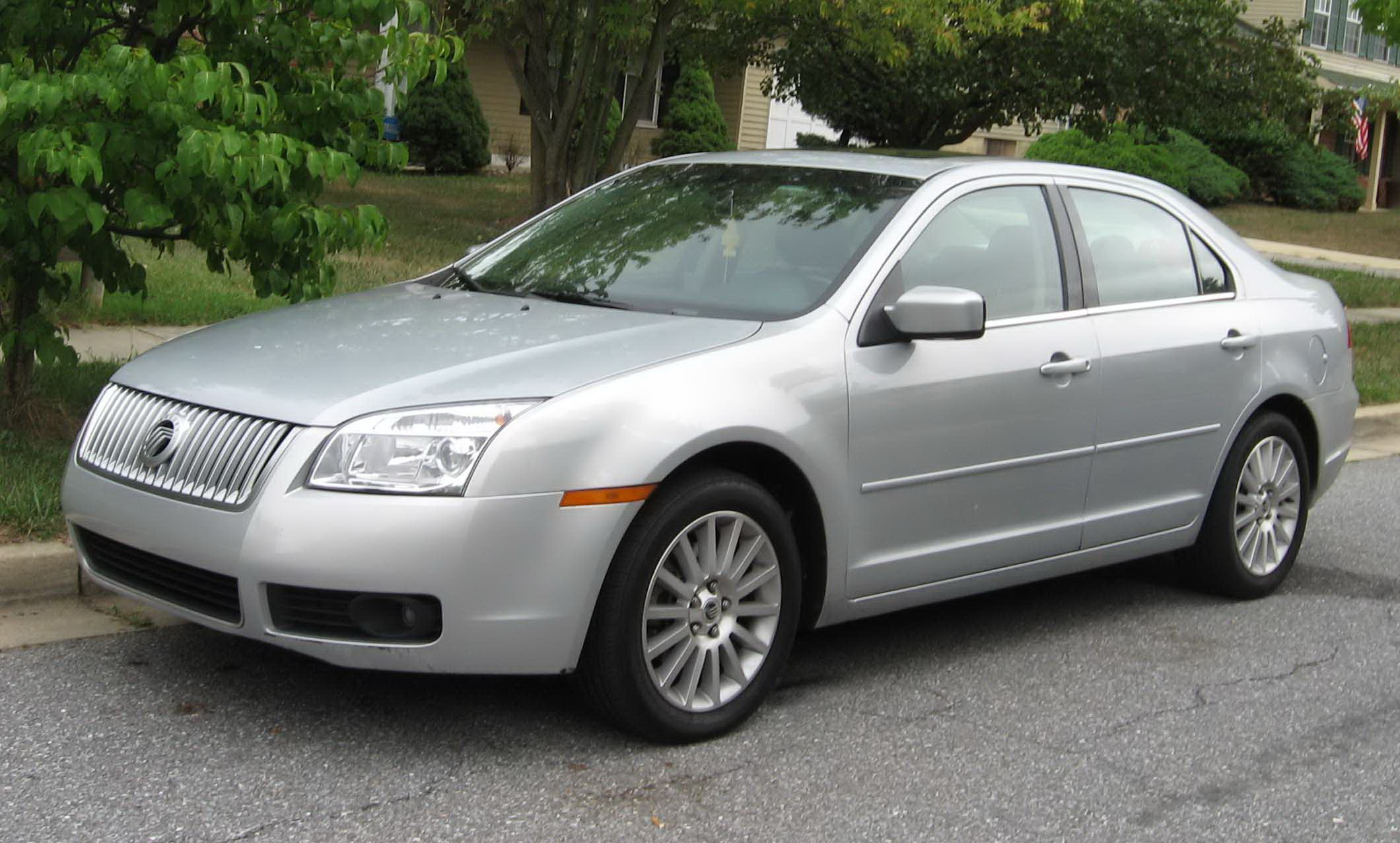
Mercury Milan
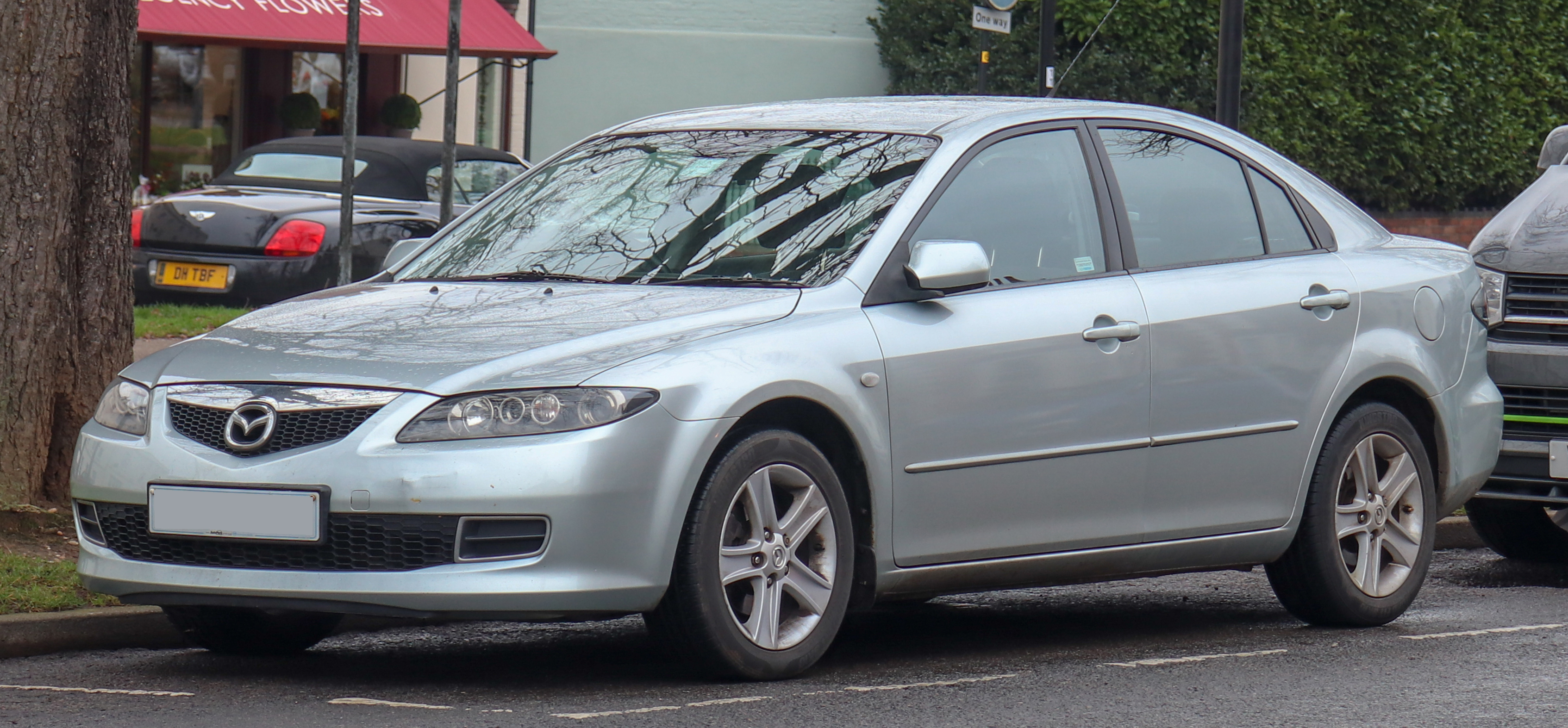
Mazda 6 (GG)
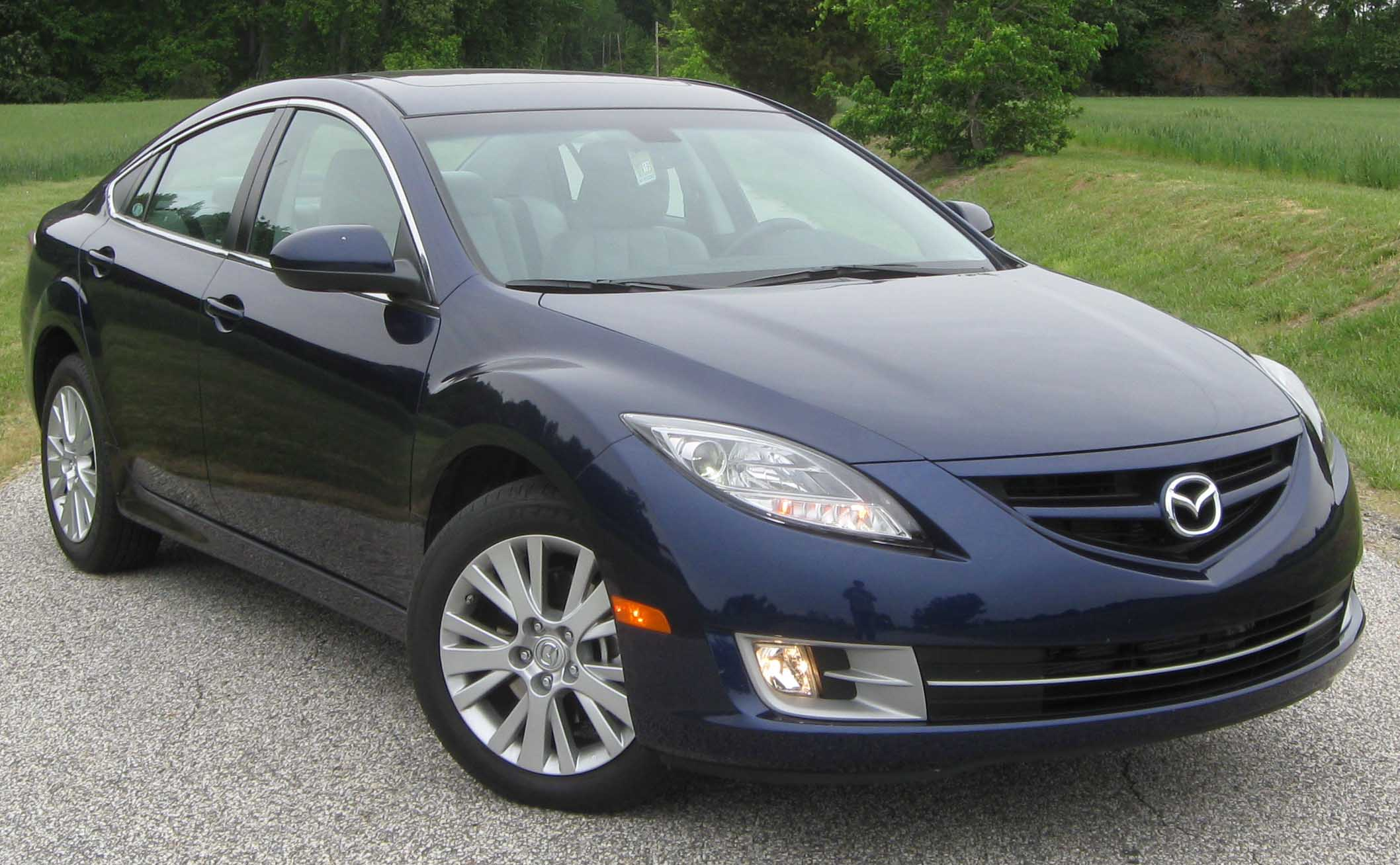
Mazda 6 (GH)
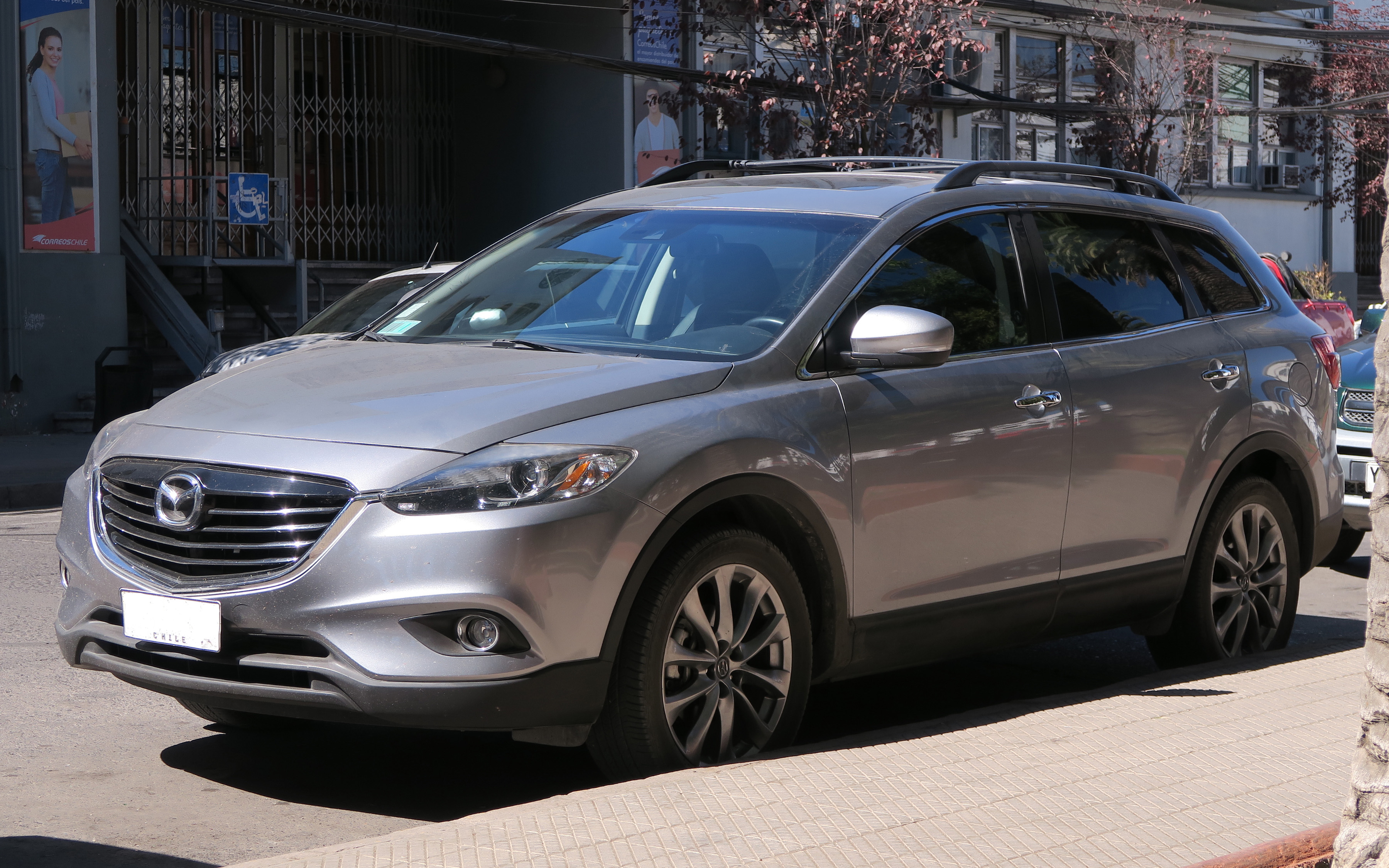
Mazda CX-9